# Teucholabis setigera
Teucholabis setigera är en tvåvingeart som beskrevs av Alexander 1973. Teucholabis setigera ingår i släktet Teucholabis och familjen småharkrankar. Inga underarter finns listade i Catalogue of Life.